# Lukas Beck

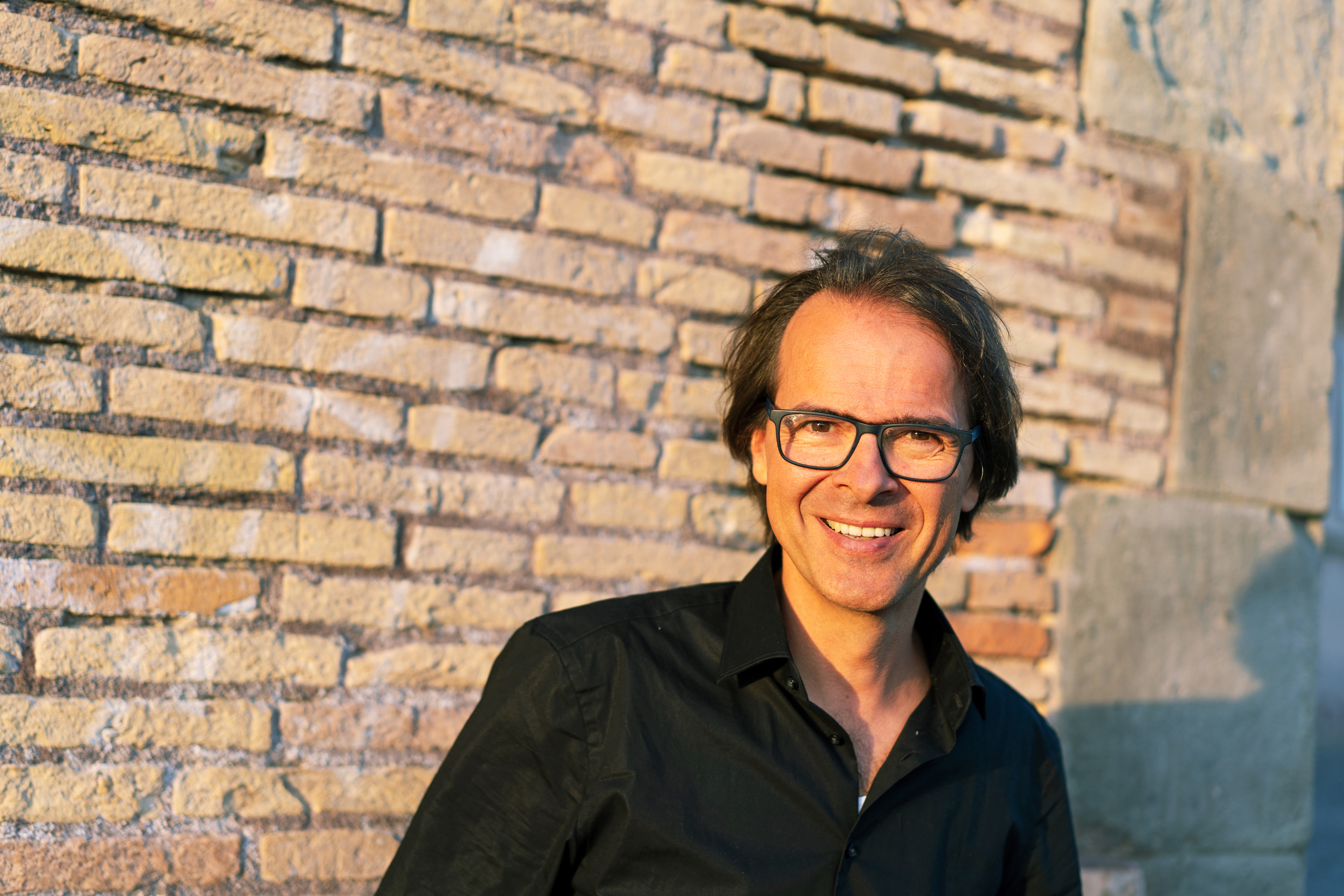
Lukas Beck (2021)

Lukas Beck (* 9. Dezember 1967 in Wien) ist ein österreichischer Fotograf.

## Leben
Lukas Beck startete seine Karriere als Fotograf 1993 mit seinem Buch „Ostbahnkurti und die Chefpartie“.
Seine Arbeiten sind auf Musik und Theater spezialisiert und waren im Wiener Leopold Museum, der Fotogalerie Westlicht und im Palais Coburg zu sehen. Beck ist der Autor verschiedener Bildbände und hat CD-Cover und Poster fotografiert. Er hat für viele österreichische Medien wie profil, format und trend fotografiert, sowie für ausländische, wie Der Spiegel Die Zeit oder The New York Times.
Becks Hauptthema ist der Mensch und seine Eigenheiten. Er hat die Musiker Willi Resetarits, Hans Söllner, Janine Jansen, Ice-T, Living Colour, Teodor Currentzis, András Schiff, Khatia Buniatishvili, die Wiener Sängerknaben, Wenzel Beck, Maurizio Pollini und Mariss Jansons, die Schauspieler Dennis Hopper, Christopher Lee, Johanna Wokalek, John Malkovich, Mavie Hörbiger, Klaus Maria Brandauer, Marie-Luise Stockinger und Peter Simonischek, die Opernsängerinnen Elīna Garanča, Edita Gruberová, Rachel Willis-Sørensen, Valentina Nafornita und Neil Shicoff, Krimi-Autor Wolf Haas und den Politiker Mohammed el-Baradei porträtiert. 2018 erhielt Lukas Beck die Goldene Gesellschaftsmedaille der Photographischen Gesellschaft.

## Auszeichnungen
- 2003: Österreichischer Zeitschriftenpreis
- 2009: Lichtfarben 2009. Österreichischer Preis für interkulturelle Pressefotografie
- 2013: Matsalu Nature Film Festival, Special Prizes of the Tallinn Zoo
- 2014: International Independent Film Awards, Gold Award for Cinematography
- 2018: Goldene Gesellschaftsmedaille der Photographischen Gesellschaft

## Publikationen
- Ostbahnkurti und die Chefpartie. Edition Tau, 1993.
- Räume in Bewegung. Springer, Wien/New York, 2002.
- Luxus Shopping Guide – Vienna. EchoVerlag, Wien, 2003.
- Kurt Ostbahn und die Combo. NP Verlag, St. Pölten 2004.
- Wiener Sängerknaben. NP Verlag St. Pölten, 2004.
- Wien, Tradition und Moderne. Schmid Verlag, Wien 2004.
- Hans Söllner – Bilderbuch. Trikont, München 2006.
- Revanche. Substance Media, Wien 2008.
- Ausgezeichnetes Wien in 50 Portraits. Ueberreuter Verlag, 2010.
- Das Wiener Rathaus. Bohmann Verlag, 2011.
- Leben im Zoo. Echomedia, 2011.
- Location Book. Bohmann, 2012.
- Liebe Grenzenlos. Echomedia, 2012.
- Filmgespraeche. Synema, 2012.
- Stadtmenschen. Picus, 2015.
- Das soziale Gesicht Europas. Falter, 2015.
- Wien pur. Echomedia, 2020.
- Tina Breckwoldt: Ein Chor erobert die Welt. Die Wiener Sängerknaben 1498 bis heute. Mit Fotos von Lukas Beck. Böhlau Verlag, Wien 2023, ISBN 978-3-205-21722-0.

## Einzelausstellungen
- 1993: „OstbahnKurti und die Chefpartie“, Vindobona Wien
- 1995: „AugenBlick“, Donaufestival Krems
- 2002: „Gehört gesehen“ Westlicht Wien
- 2004: „Wiener Sängerknaben“, Palais Coburg Wien
- 2004: „Wien, Tradition und Moderne“, Leopold Museum Wien
- 2008: „Fußballkäfig international“, Galerie Urbanart Wien
- 2015: „Protest“, WAK, Wien
- 2018: „Beckstage“, Theater am Spittelberg, Wien
- 2018: „Best of Lukas Beck“, Messe Congress, Wien
- 2021: „Wien Pur“, Galerie Lukas Feichtner, Wien

## Filme
- 2008: „Be A Mensch“, ORF
- 2008: „MoZuluArt“, Universal
- 2010: „Faltenradio live“, Hoanzl
- 2013: „Schönbrunner Tiergeschichten – Leben im Zoo“, Universum Dokumentation, ORF
- 2015: „Mehrstimmig – Die Wiener Sängerknaben“, Dokumentation, ORF
- 2016: „Still“, Dokumentation, ORF